# Jonathan Moreira
Jonathan Cícero Moreira với biệt danh The Divino (sinh ngày 27 tháng 2 năm 1986 tại Conselheiro Lafaiete), là cầu thủ bóng đá người Brasil thi đấu ở vị trí hậu vệ cánh phải.